# Ulica Księcia Janusza w Warszawie
Ulica Księcia Janusza – ulica w dzielnicy Wola w Warszawie.

## Opis
Ulica rozpoczyna się przy skrzyżowaniu z ul. Górczewską jako przedłużenie ul. Jana Olbrachta a kończy się w połowie wiaduktu przechodzącym nad Aleją Obrońców Grodna, przechodząc w ul. Księcia Bolesława.
Rozporządzeniem z dnia 8 kwietnia 1916 roku generał-gubernator warszawski Hans Hartwig von Beseler poszerzył granice Warszawy, z mocą wsteczną od 1 kwietnia 1916 roku, ustanawiając przebieg zachodniej granicy miasta wzdłuż obecnej ulicy Księcia Janusza, nazwanej w rozporządzeniu drogą wojskową. Włączono wtedy do Warszawy posesje znajdujące się po wschodniej stronie ulicy.
Po włączeniu ulicy do Warszawy nazywano ją Traktem Kiejstuta. Obecna nazwa, upamiętniająca Janusza I Starszego, została nadana w 1921 roku.
2 grudnia 1928 roku oddano do użytku pętlę tramwajową „Ulrychów” znajdującą się na rogu ulic Księcia Janusza i Górczewskiej. 22 października 1933 roku zakończono trwającą 17 miesięcy budowę linii tramwajowej łączącej pętlę „Ulrychów” z Boernerowem, której początkowy jednotorowy odcinek przebiegał wzdłuż ulicy Księcia Janusza. Dzięki linii ulica stała się główną trasą komunikacyjną łączącą Boernerowo z Warszawą. Rolę tę pełniła do 9 października 1938 roku, gdy tramwaje dzienne wycofano z ulicy Księcia Janusza, kierując je na oddaną do użytku rok wcześniej nową trasę wzdłuż ulicy Obozowej. Ulicą nadal kursowała nocna linia tramwajowa 90, do czasu zawieszenia komunikacji tramwajowej w wyniku bombardowania Warszawy w dniu 8 września 1939 roku. Po rozpoczęciu okupacji komunikacji tramwajowej wzdłuż ulicy Księcia Janusza nigdy nie wznowiono, zaś znajdujące się wzdłuż niej torowisko stało się jedynym odcinkiem sieci tramwajowej w mieście trwale wycofanym z eksploatacji wraz z wybuchem wojny.
Pętla tramwajowa „Ulrychów”, po przerwie związanej z koniecznością naprawy zniszczeń wojennych, funkcjonowała ponownie od 17 marca 1940 roku do rozpoczęcia Powstania Warszawskiego, zaś po wojnie nie została odbudowana.
15 maja 1951 roku ponownie poszerzono granice administracyjne Warszawy włączając do miasta posesje znajdujące się po zachodniej stronie ulicy.
24 listopada 1961 roku zmieniono nazwę 180-metrowego południowego odcinka ulicy Księcia Janusza od skrzyżowania z ulicą Górczewską do skrzyżowania z ulicami Batalionu Parasol i Jana Olbrachta nadając mu nazwę ulica Jana Olbrachta. Po skróceniu ulicy numery adresowe niższe niż 8 po stronie parzystej i niższe niż 15 po stronie nieparzystej pozostały niewykorzystane.
4 kwietnia 2020 roku oddano do użytku stację metra Księcia Janusza znajdującą się pod skrzyżowaniem z ulicą Górczewską.

## Ważniejsze obiekty
- Dom Studencki Politechniki Warszawskiej „Ustronie” (nr 39)
- Zespół Szkół nr im. Stefana Bryły – XCIII Liceum Ogólnokształcące, Technikum Budowlane nr 5, Technikum Budowlane nr 22 dla dorosłych, Szkoła Policealna nr 48 dla dorosłych (nr 45/47)
- Instytut Geofizyki Polskiej Akademii Nauk (nr 64)
- Stacja metra Księcia Janusza